# Катуниште
Катуниште је насељено мјесто у општини Кисељак, Босна и Херцеговина.

## Становништво
|        | 2013.      | 1991.      | 1981.      | 1971.       | 1961.       |
| Укупно | 0 (0,000%) | 8 (100,0%) | 3 (100,0%) | 10 (100,0%) | 16 (100,0%) |
| Хрвати | –          | 8 (100,0%) | 3 (100,0%) | 10 (100,0%) | 16 (100,0%) |